# Opatoro
Opatoro è un comune dell'Honduras facente parte del dipartimento di La Paz.
Il comune risultava già come entità indipendente nella divisione amministrativa del 1889, a capo di un distretto comprendente anche i comuni di Guajiquiro e Santa Ana.